# 椒二醇
椒二醇（英語：Capsidiol），又称辣椒醇，是一种植物抗毒素，属于类萜化合物。其由烟草（Nicotiana tabacum）和辣椒（Capsicum annuum）两种茄科植物产生，并用于应对真菌感染。

## 产生机制
当辣椒果实和烟草受到水霉菌辣椒疫霉（Phytophthora capsici）感染时，椒二醇就会在这些植物中产生。辣椒疫霉作为一种棘手的真菌，对辣椒田和烟草田可造成巨大损失，其传播能力很强，其最初通过土壤感染根部、根颈和下部叶子，然后其孢囊可通过田间设备、衣物、手套、工具接触传播，以及游动孢子通过雨水和灌溉溅射传播。感染初期植物会产生包括H2O2等活性自由基氧物种。仅用H2O2进行体外处理就可诱导植物产生辣二醇。而且随着活性自由基氧物种产生，椒二醇产量增加。

## 生物合成
椒二醇是一种双环萜烯，其生物合成过程涉及法尼基焦磷酸（FPP）的甲羟戊酸途径。根据先前对由FPP类似物转换成类似的环萜烯的机理研究，提出以下辣二醇合成机理：FPP首先脱去焦磷酸基团得到E,E-法尼基阳离子，并且该反应受化学反应速率限制。E,E-法尼基阳离子经过环化形成大香叶烯阳离子（germacryl cation），然后进一步环化以及氢重排形成带有桉叶烷双环骨架的季碳阳离子（bicyclic eudesmyl cation），这一过程是椒二醇的双环结构形成过程。另一个关键步骤则是FFP经5-epi-裂马兜铃烯-3-羟基合成酶这种倍半萜合成酶转换成5-epi-裂马兜铃烯。而且烟草中的这种合成酶与从罗克福青霉菌中提取到同一种合成酶对裂马兜铃烯具有不同的立体选择性。罗克福青霉菌的合成酶经(S)-大香叶烯途径得到裂马兜铃烯，而烟草中的合成酶则相反，途经的是(R)-大香叶烯。